# Sega VR
Le Sega VR est un casque de réalité virtuelle conçu et développé par Sega en 1991. Des versions furent prévues pour l'arcade et les consoles de salon (Mega Drive et Saturn), toutefois seule la version pour arcade sort, tandis que la version pour consoles de salon est annulée.

## Caractéristiques
Le Sega VR se base sur un casque de réalité virtuelle disposant d'écrans à cristaux liquides dans le masque recouvrant les yeux et d'écouteurs stéréo. Des capteurs inertiels dans le casque permettent au système de suivre et réagir aux mouvements de la tête de l'utilisateur.

## Développement
Né des fonds levés par le succès de la console Sega Genesis, le Sega VR est annoncé en 1991. En 1993, la société a présenté l'appareil au CES, prévoyant une sortie en automne de cette année. Le lancement fut initialement repoussé à 1994, puis abandonné.

## Jeux
Seuls quatre jeux sont connus pour avoir été en développement.
- Nuclear Rush : une simulation dans laquelle les utilisateurs pilotent un aéroglisseur dans une guerre futuriste.
- Iron Hammer : dans cette simulation d'hélicoptère, le joueur pilote un hélicoptère de combat, à l'image de la série Strike d'EA.
- Matrix Runner : annoncé comme un jeu d'aventure cyberpunk inspiré par Snatcher d'Hideo Kojima.
- Outlaw Racing : jeu de course et combat motorisé, à l'image de la série Road Rash.

En outre Sega a annoncé un portage de  Virtua Racing comme titre de lancement.